# Distretto di Qonlikul
Il distretto di Qonlikul è uno dei 14 distretti della Repubblica autonoma del Karakalpakstan, in Uzbekistan. Il capoluogo è Qonlikul.